# NNNストレイトニュース (中京テレビ)
『NNNストレイトニュース』（英語表記：NNN STRAIGHT NEWS）は、2007年10月1日から中京テレビで放送されている昼のローカルニュース番組。

## 概要
日本テレビ系列局全局で一斉に開始された『おもいッきりイイ!!テレビ』の放送開始に伴う改編のため、これまで放送されていた昼のニュース番組『NNN News D』が終了し、『NNNストレイトニュース』がスタート。これに伴い、中京テレビの昼のローカルニュース番組も『ストレイトニュース』として新しくスタートした。これまでは11:45まで『NNN News D』を放送し、11:45 - 12:00には自社製作の料理番組『ピアット』を放送していたが、『おもいッきりイイ!!テレビ』が11:55からのスタートであるため、『ピアット』をそのまま継続するわけにはいかなくなり、同改編を機に放送終了した。中京テレビでの平日の放送においては日本テレビ製作の番組『キユーピー3分クッキング』が放送されないこともあり（東海地区ではCBCテレビが自社制作版を放送）、エリア内他局や系列内他地域局より10分から15分長い11:55までの放送になっている。
ローカル枠が5分から10分に拡大されたことにより、『NNN News D』時代には11:39頃に終了していた東京からのネット枠も、日本テレビでの本編終了時刻までに拡大された。拡大された枠は、本来関東でのローカルニュース枠であった（ただし、事実上は全国ネットニュースの補完枠となっている）。しかし、2008年10月改編で、再び関東ローカル枠のネットが無くなり、ローカルのストレートニュース枠が前倒しされ（放送時間には変更無し）、その後の特集の時間が拡大した。したがって、『ストレイトニュース』になる前も現在も、飛び降り以降の映像は、中京広域圏では『日テレNEWS24』、静岡第一テレビ（愛知東部のみ）でしか見られないことになる。日テレNEWS24では中京テレビのローカル枠のうち、ストレートニュース部分のみを時差ネットしている。2009年4月改編では平日ローカル枠がさらに早まり、11:40:15からになった。
『NNN News D』時代、『ピアット』がスタートした2002年10月放送分からはローカル枠はキャスター1人で、3項目程度のニュースを伝えるのみだったが、この番組ではローカル枠が拡大されたことからキャスターが2人体制になり、特集・情報コーナーも増設された。ただし、ストレートニュースの項目数・時間はそれほど変わっていない。中京テレビの昼のニュース・情報番組枠が拡大されるのは、11:30 - 11:40頃まで『NNN News D』を内包していた生活情報番組『ほっとてれび』以来5年ぶりのことである。ただし、タイトル表記では単に東京からのネットのみであるため、『NNNストレイトニュース』となっている。
2008年4月6日放送分からは日曜の放送時間が11:49までに変更され、9分拡大された。こちらも関東ローカル枠のネットに踏み切っている。2009年4月5日からは次枠の番組『愛の修羅バラ!』（当局と同じく読売中京FSホールディングス子会社の読売テレビが制作するバラエティ番組）が11:50スタートになるため、1分拡大したが、2009年7月5日から『愛の修羅バラ!』が読売テレビと同時の11:40スタートになるため、10分短縮。日曜に実施していたコーナー「チュッキョフィギュア」は12:40からの放送となった。
2011年10月3日放送分からステレオ放送を実施しているが、スタジオ音声はモノラル音源のままである。
平日の放送は、後継番組『キャッチ!ブランチ』の放送開始に伴い、2017年1月6日をもって終了したが、同番組は2018年3月30日をもって終了。同年4月2日より、後継番組『ストライク!』の放送を開始したが、2023年3月30日をもって終了したため、同年4月3日より平日版（月曜 - 木曜）の放送を再開した。なお、平日版の番組タイトルは、NNNを除いた『ストレイトニュース』となるほか、放送時間も月曜11:20 - 11:55、火曜 - 木曜11:18 - 11:55の内、全国ニュース枠を11:20 - 11:42.15（11:20 - 11:30のローカルセールス枠、11:30 - 11:38.50のNNN枠、11:40.30 - 11:42.15の関東ローカル枠を放送）としている。
その後、2024年4月4日より木曜に限って11:40.30以降のネットを取り止め、ローカル枠内で（2024年3月28日まで木曜11:18 - 11:20の枠で放送していた）スポーツニュースを拡充させている。一方で11:20 - 11:30のローカルセールス枠のネットを取り止めている。
また、2024年10月4日より金曜の放送も再開。

## 放送時間
すべてJSTで記す。
| 期間 | 期間      | 月曜日                  | 火曜日-木曜日           | 金曜日                  | 土曜日                  | 日曜日                  |
| --- | --------- | ----------------------- | ----------------------- | ----------------------- | ----------------------- | ----------------------- |
| 2007.10.1 | 2008.3.30 | 11:30 - 11:551 （25分） | 11:30 - 11:551 （25分） | 11:30 - 11:551 （25分） | 11:25 - 11:352 （10分） | 11:30 - 11:403 （10分） |
| 2008.3.31 | 2009.3.29 | 11:30 - 11:551 （25分） | 11:30 - 11:551 （25分） | 11:30 - 11:551 （25分） | 11:25 - 11:352 （10分） | 11:30 - 11:494 （19分） |
| 2009.3.30 | 2009.6.28 | 11:30 - 11:551 （25分） | 11:30 - 11:551 （25分） | 11:30 - 11:551 （25分） | 11:25 - 11:352 （10分） | 11:30 - 11:505 （20分） |
| 2009.6.29 | 2017.1.8  | 11:30 - 11:551 （25分） | 11:30 - 11:551 （25分） | 11:30 - 11:551 （25分） | 11:25 - 11:352 （10分） | 11:30 - 11:406 （10分） |
| 2017.1.14 | 2018.9.30 | （放送なし）7           | （放送なし）7           | （放送なし）7           | 11:25 - 11:352 （10分） | 11:30 - 11:406 （10分） |
| 2018.10.6 | 2022.3.26 | （放送なし）7           | （放送なし）7           | （放送なし）7           | 11:25 - 11:352 （10分） | （放送なし）8           |
| 2022.4.2 | 2023.4.1  | （放送なし）7           | （放送なし）7           | （放送なし）7           | 11:25 - 11:382 （13分） | （放送なし）8           |
| 2023.4.3 | 2023.9.30 | 11:20 - 11:55 （35分）  | 11:18 - 11:55 （37分）  | （放送なし）7           | 11:25 - 11:382 （13分） | （放送なし）8           |
| 2023.10.2 | 2024.9.30 | 11:20 - 11:55 （35分）  | 11:18 - 11:55 （37分）  | （放送なし）7           | 11:25 - 11:352 （10分） | （放送なし）8           |
| 2024.10.1 | 現在      | 11:30 - 11:559 （25分） | 11:30 - 11:559 （25分） | 11:30 - 11:559 （25分） | 11:25 - 11:352 （10分） | （放送なし）8           |
| - 1 11:40:15からローカル。 - 2 11:30:25からローカル。 - 3 11:35:25からローカル。 - 4 11:42:30からローカル。 - 5 11:42:30からローカル。次の番組開始が11:50となったので1分拡大。 - 6 11:37:25からローカル。 - 7 「キャッチ!ブランチ」→「ストライク!」に内包。（月 - 木）・ぐっとに内包。（金） - 8 「前略、大徳さん」→「ぐ～たくさん」に内包。 - 9 月・火・水・金曜は11:42:30からローカル。木曜は11:40:15からローカル。 |           |                         |                         |                         |                         |                         |

## 出演者
※キャスターは全員が、当日朝放送の「あさドレ♪」を兼務している。
| 月曜       | 火曜       | 水曜       | 木曜       | 金曜       |
| キャスター | キャスター | キャスター | キャスター | キャスター |
| ---------- | ---------- | ---------- | ---------- | ---------- |
| 中川萌香   | 岡田健太郎 | 仲川晴斐   | 赤木由布子 | 鈴木康一郎 |
| 望月杏夏   | 中川萌香   | 鈴木康一郎 | 赤木由布子 | 鈴木康一郎 |
| 気象予報士 |            |            |            |            |
| 野仲郁宏   |            |            |            |            |

## 過去の出演者
| 期間          | 期間      | キャスター          | キャスター            | キャスター            | キャスター   | キャスター   | キャスター   | キャスター   | キャスター   | キャスター   | キャスター   |
| 期間          | 期間      | 男性                | 男性                  | 男性                  | 男性         | 男性         | 女性         | 女性         | 女性         | 女性         | 女性         |
| 期間          | 期間      | 月曜                | 火曜                  | 水曜                  | 木曜         | 金曜         | 月曜         | 火曜         | 水曜         | 木曜         | 金曜         |
| ------------- | --------- | ------------------- | --------------------- | --------------------- | ------------ | ------------ | ------------ | ------------ | ------------ | ------------ | ------------ |
| 2007.10.1     | 2008.6.27 | 高橋重憲            | 高橋重憲              | 高橋重憲              | 高橋重憲     | 高橋重憲     | 我妻絵美     | 我妻絵美     | 我妻絵美     | 鹿内美沙     | 鹿内美沙     |
| 2008.6.30     | 2009.3.27 | 高橋重憲            | 高橋重憲              | 高橋重憲              | 高橋重憲     | 高橋重憲     | 鶴木陽子     | 鶴木陽子     | 鹿内美沙     | 鹿内美沙     | 鹿内美沙     |
| 2009.3.30     | 2011.6.17 | 吉田太一            | 吉田太一              | 高橋重憲              | 高橋重憲     | 高橋重憲     | 前田麻衣子   | 鹿内美沙     | 本田恵美     | 前田麻衣子   | 鹿内美沙     |
| 2011.6.20     | 2012.7.27 | 吉田太一            | 吉田太一              | 藤井利彦              | 藤井利彦     | 藤井利彦     | 前田麻衣子   | 鹿内美沙     | 本田恵美     | 前田麻衣子   | 鹿内美沙     |
| 2012.7.30     | 2017.1.8  | 吉田太一            | 吉田太一              | 藤井利彦              | 藤井利彦     | 藤井利彦     | 前田麻衣子   | 鹿内美沙     | 鹿内美沙     | 前田麻衣子   | 松原朋美     |
| 2017.1.9      | 2023.3.31 | （放送なし）        | （放送なし）          | （放送なし）          | （放送なし） | （放送なし） | （放送なし） | （放送なし） | （放送なし） | （放送なし） | （放送なし） |
| 期間          | 期間      | キャスター          | キャスター            | キャスター            | キャスター   | キャスター   | 気象予報士   | 気象予報士   | 気象予報士   | 気象予報士   | 気象予報士   |
| 期間          | 期間      | 月曜                | 火曜                  | 水曜                  | 木曜         | 金曜         | 月曜         | 火曜         | 水曜         | 木曜         | 金曜         |
| 2023.4.3      | 2023.4.14 | 田村浩平            | 田村浩平              | 田村浩平              | 田村浩平     | （シフト制） | 比連崎実     | 比連崎実     | 比連崎実     | 比連崎実     | （放送なし） |
| 2023.4.17     | 2024.3.29 | 田村浩平            | 田村浩平              | 田村浩平              | 赤木由布子   | （シフト制） | 比連崎実     | 比連崎実     | 比連崎実     | 比連崎実     | （放送なし） |
| 2024.4.1      | 2024.9.30 | 中川萌香            | 岡田健太郎△ 中川萌香△ | 仲川晴斐△ 鈴木康一郎△ | 赤木由布子   | （シフト制） | 谷川美咲     | 谷川美咲     | 谷川美咲     | 谷川美咲     | （放送なし） |
| 2024.10.1     | 現在      | 中川萌香△ 望月杏夏△ | 岡田健太郎△ 中川萌香△ | 仲川晴斐△ 鈴木康一郎△ | 赤木由布子   | 鈴木康一郎   | 野仲郁宏     | 野仲郁宏     | 野仲郁宏     | 野仲郁宏     | 野仲郁宏     |
| △：交代で担当 |           |                     |                       |                       |              |              |              |              |              |              |              |